# 얼음 낚시

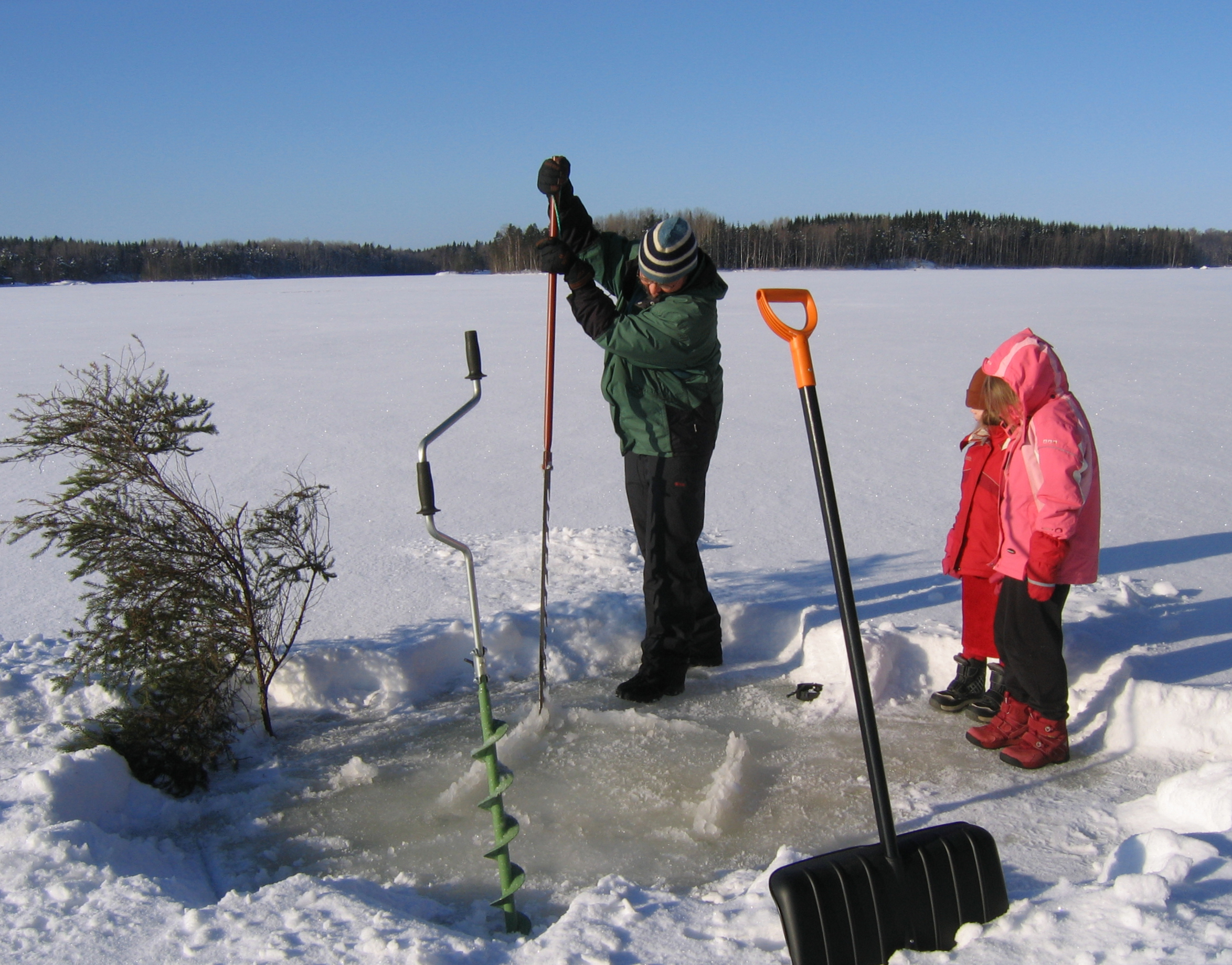

얼음 낚시는 얼어붙은 물 위의 얼음 구멍을 통해 줄과 낚싯바늘 또는 창으로 물고기를 잡는 행위이다. 얼음낚시꾼들은 노천 또는 온열 울타리에서 낚시를 할 수 있으며 일부는 침상과 편의 시설이 있다.

## 얼음 위의 얼음 낚시
얼음 낚시 방법은 지난 20년 동안 크게 바뀌었다. 드릴로 구멍을 뚫고 물고기가 헤엄치기를 기다리던 시대는 점점 희미해지고 있다. 가벼운 장비, 배터리로 작동하는 수중 음파 탐지기, 빠르고 동력이 공급되는 오거(auger)를 사용하여 낚시꾼은 하루에 수백 개의 구멍을 뚫고 확인할 수 있다. 물고기가 무는 일을 멈추면 낚시꾼은 다음 구멍으로 이동하여 수중음파탐지기로 먼저 활동을 확인하고 물고기가 없으면 물고기를 찾을 때까지 계속 움직인다. 또한 물고기 떼는 이동하는 경향이 있다. 따라서 뚫어놓은 구멍은 10분 동안 생산적일 수 있으며 학교가 해당 위치로 돌아오기 전에 한 시간 동안 속도가 느려질 수 있다. 여름철의 "트롤링"(trolling)과 유사하게 물기 사이의 대기 시간을 최소화하기 때문에 모든 낚시꾼의 포획률을 높인다.
낚시꾼은 이제 사용 가능한 많은 지도와 설문 조사를 사용하여 위도와 경도 좌표로 해당 위치를 기록하여 특정 물고기를 찾는 데 적합한 호수와 호수 내의 지역을 정확히 찾아내는 데 도움을 줄 수 있다. 그런 다음 휴대용 GPS 수신기를 사용하여 일반적으로 20피트 미만의 정확도로 해당 지점을 조준할 수 있다. 그런 다음 얼음 낚시꾼은 가지고 있는 오거로 구멍을 뚫고 이동하면서 안전을 위해 얼음 두께를 확인한다. 대부분의 얼음 낚시꾼들은 얼음 두께가 최소 4인치인지 확인하라고 조언한다. 수중 음파탐지기를 사용하여 낚시꾼은 수심, 바닥 내용물, 잡초 및 구조물 덮개를 확인하고 거기에 물고기가 있는지 확인할 수도 있다. 또한 소나를 사용하여 물고기가 있다고 생각하는 위치에 따라 미끼를 놓을 수 있다. 현대의 얼음 낚시꾼은 또한 더 짧은(18"-36"/45–90cm 길이) 낚싯대에 장착된 현대식 릴을 사용하여 미끼가 물고기에 상대적인 수중 음파 탐지기를 사용하고 그에 따라 지그를 사용하여 관찰함으로써 적극적으로 낚시를 할 수 있다.
얼음 낚시는 하루 중 언제든지 할 수 있으며 일반적으로 황혼과 새벽 무렵에 가장 활발하다. 하루 중 다른 시간에 다른 물고기가 활동하므로 낚시꾼은 그에 따라 물고기를 잡을 필요가 있다. 호수에서 연속으로 여러 날을 보내며 온종일 낚시를 할 수 있을 만큼 충분히 크고 편안한 물고기 집이 있다. 물고기가 언제 물고 있는지 알려주는 가청 경보를 사용하여 자면서 낚시를 할 수도 있다. 또한 플라스틱 썰매에 장착하고 운송을 위해 접을 수 있는 가볍고 이동성이 뛰어난 휴대용 셸터도 많이 있다. 이것은 작은 1인용 셸터에서 한 번에 최대 20명까지 수용할 수 있는 크고 복잡한 셸터에 이르기까지 다양하다.

## 같이 보기
- 아이스 로드
- 플라이 낚시